# 郵便車

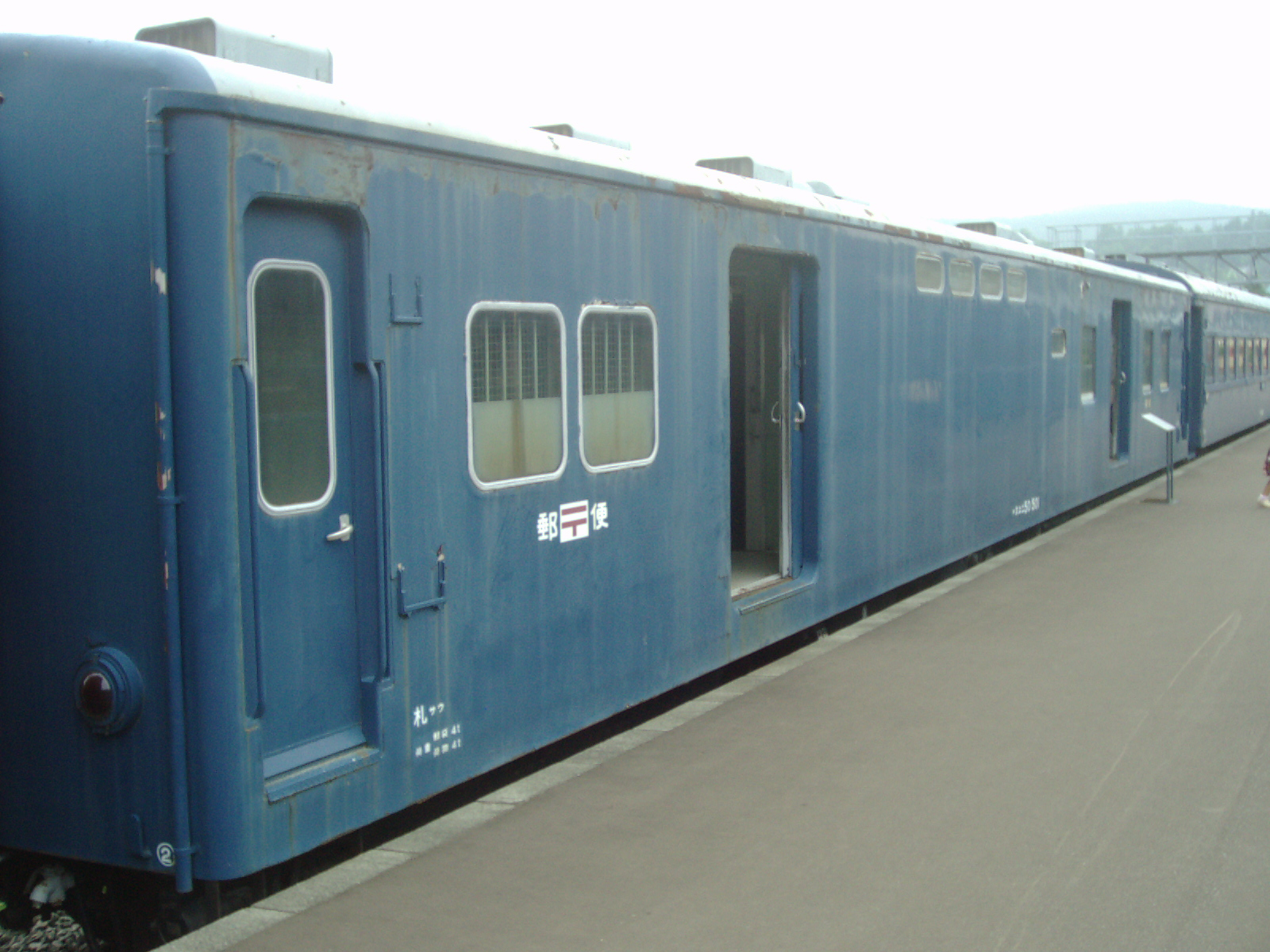
郵便荷物車 スユニ50 501　小樽市総合博物館にて

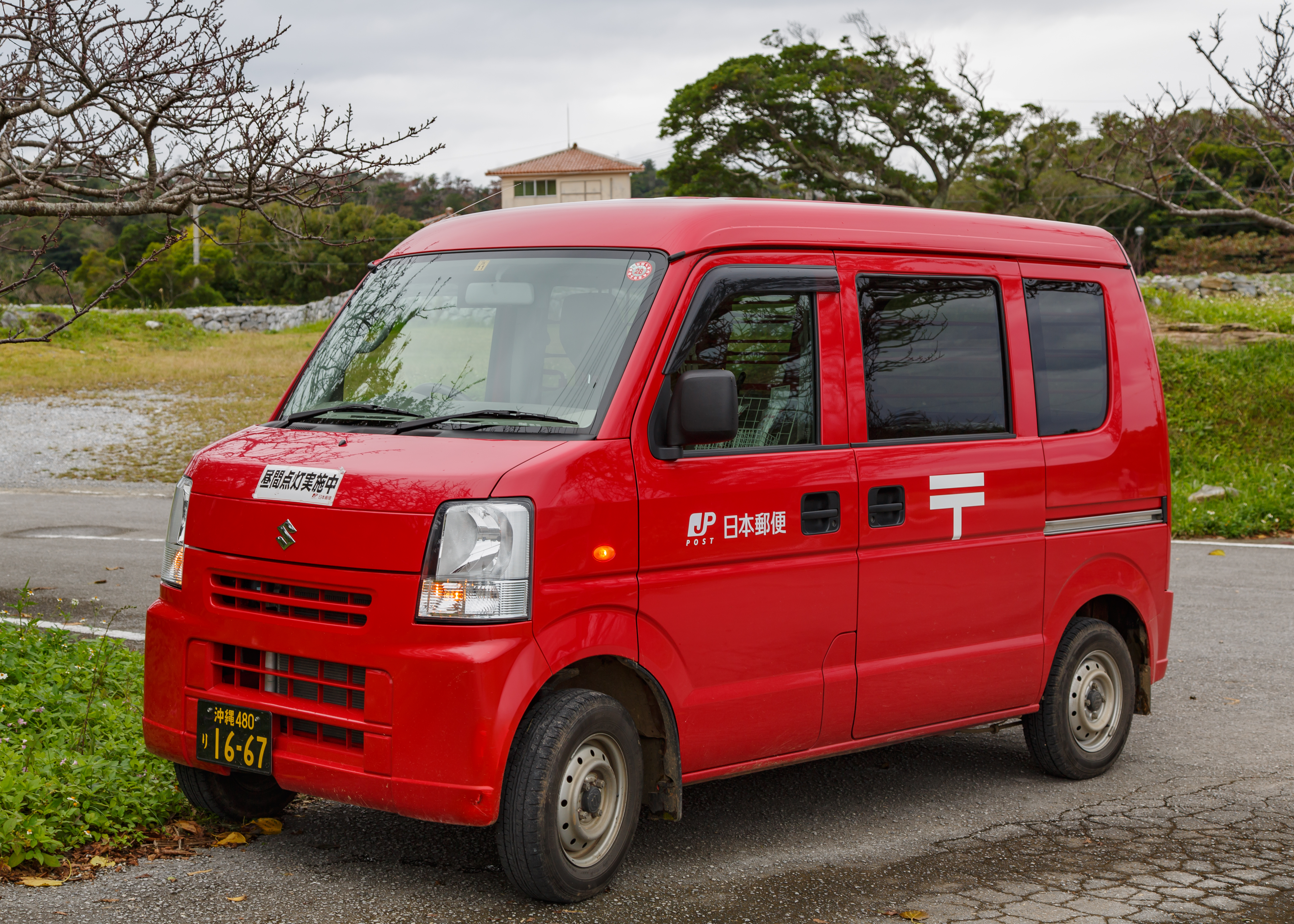
集配用の軽自動車（スズキ・エブリイ）

郵便車（ゆうびんしゃ）とは、郵便物を運送するために郵便事業者や輸送受託者が保有し使用する車両。鉄道車両としての郵便車と、自動車としての郵便車がある。

## 鉄道郵便

### 日本の鉄道郵便

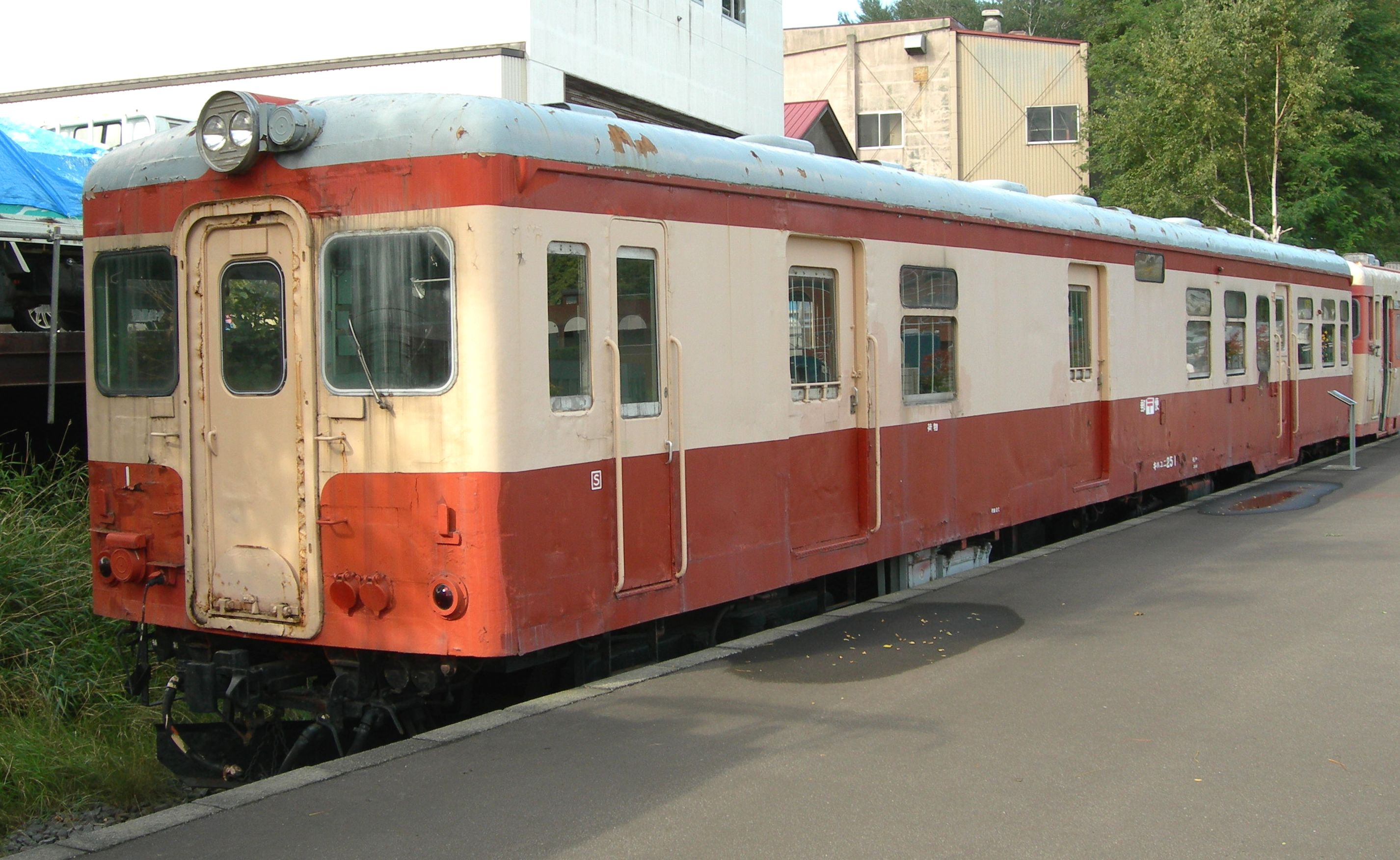
座席郵便荷物合造車 キハユニ25 1　小樽市総合博物館にて

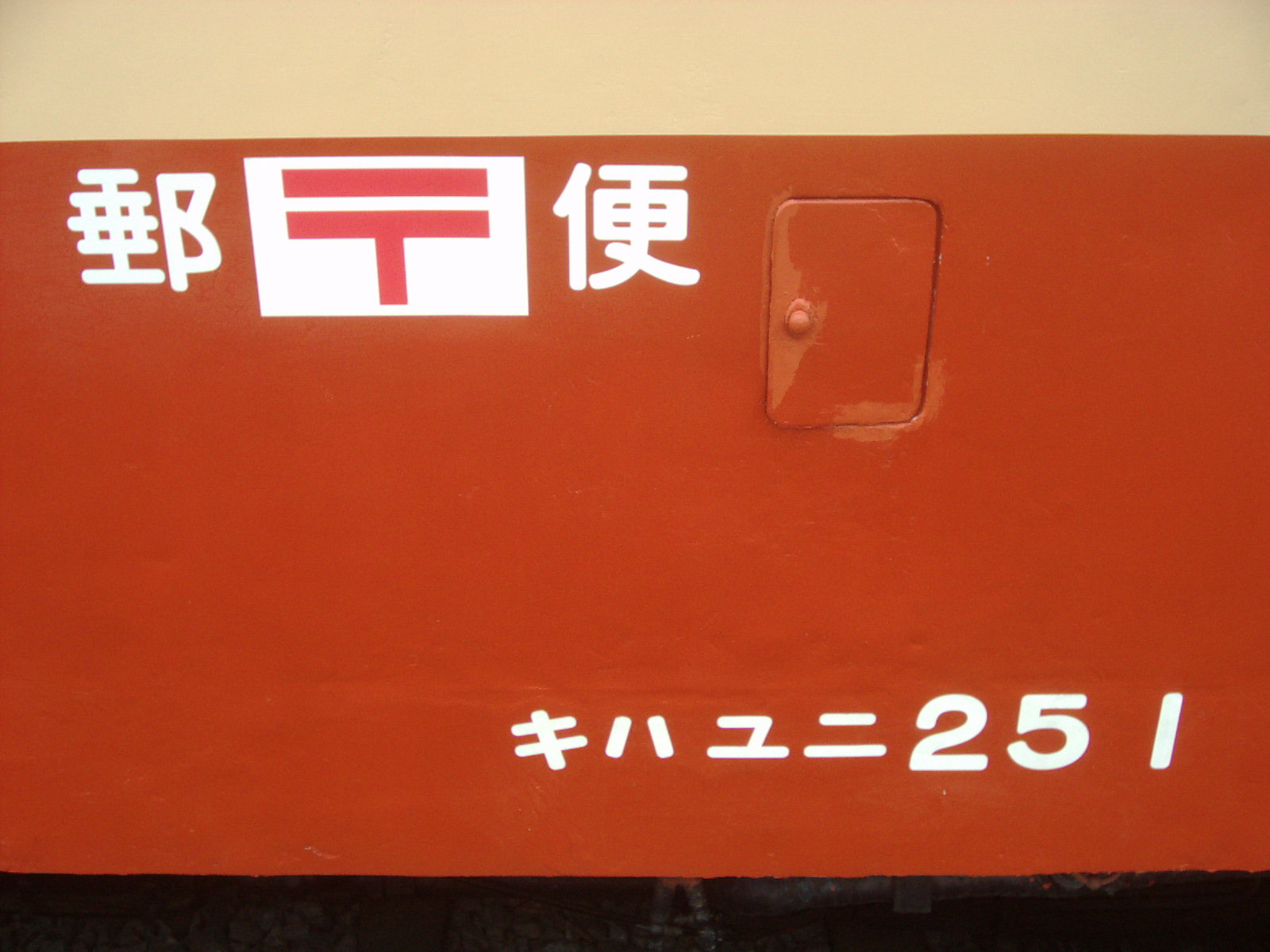
郵便室の表示

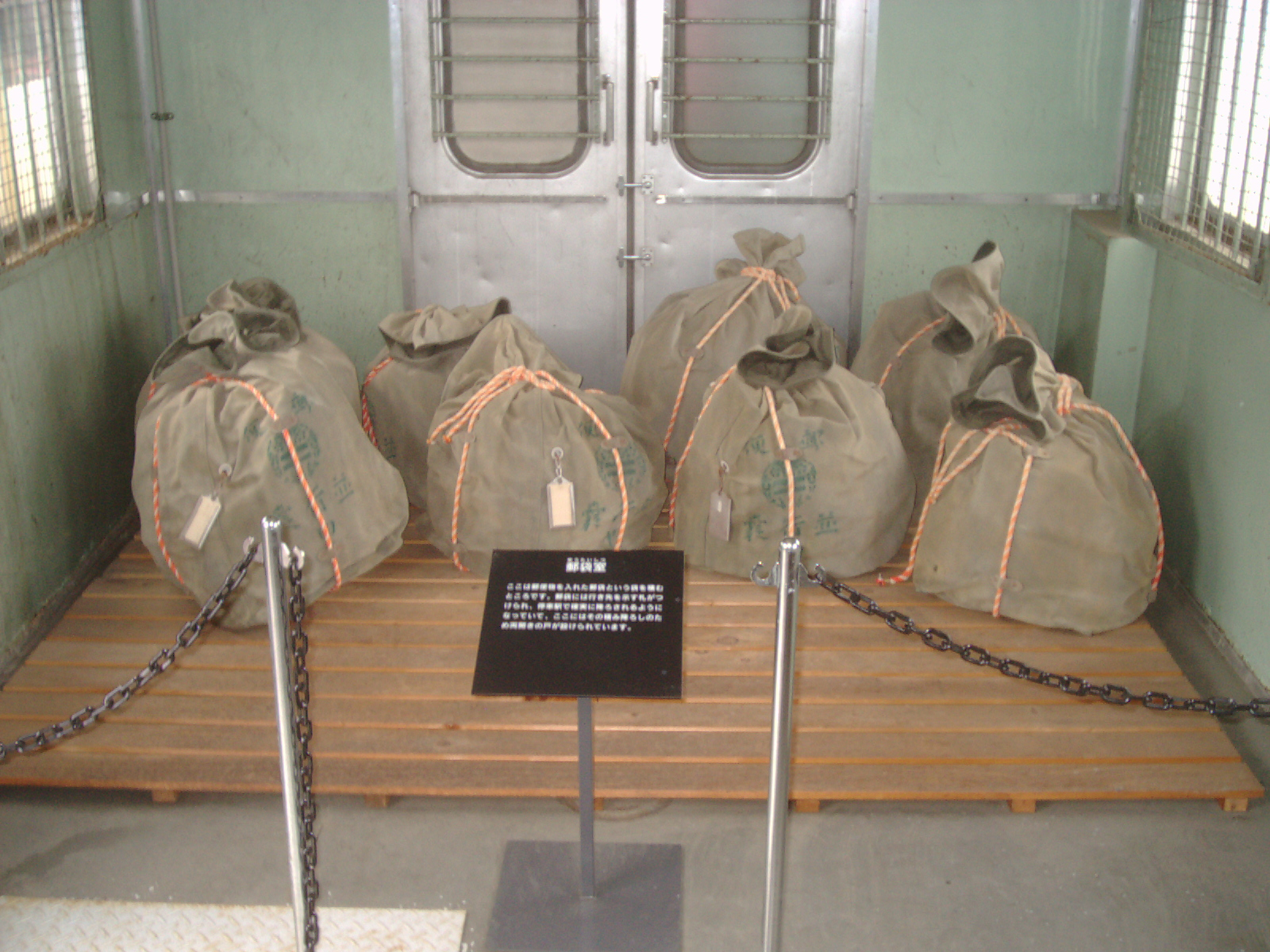
スユニ50の締切郵袋室 小樽市総合博物館にて

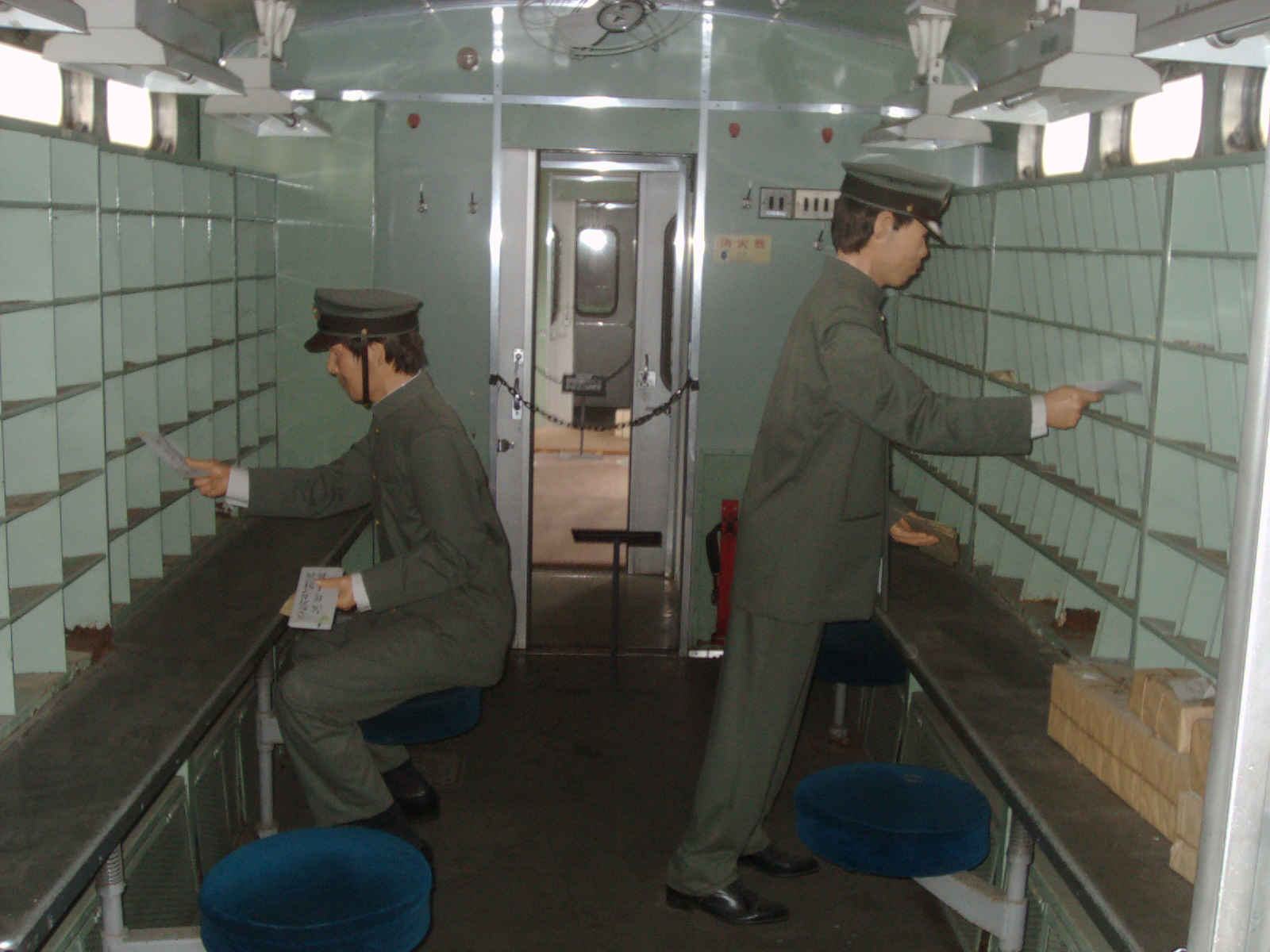
スユニ50の郵便区分室 小樽市総合博物館にて

日本の鉄道制度では1872年（明治5年）6月13日から1986年（昭和61年）10月1日まで鉄道郵便が制度化されていた。略して「鉄郵」。
日本では形式称号と車体表記に、郵便の頭文字をとった「ユ」を採用していた。また、扱いは荷物列車と同じ扱いとなっていた。そのため、一般の旅客列車に連結されたり、荷物車とともに組成された専用列車も運行されたりしていた。
鉄道院→鉄道省→運輸省（鉄道総局）→日本国有鉄道（国鉄）の列車に組み込まれる車両では、一部が郵便室となっている合造車は国鉄の所有であったが、全室郵便車は逓信省→郵政省が所有する「私有車」であった。

#### 法令上の根拠
郵便物運送委託法は、郵便物の運送等を運送業者等に委託する場合に関し、契約による場合とは別に、総務大臣の要求があるときにしなければならない行為を定めている。
このなかで、鉄道により運送事業を営む運送業者（鉄道事業者）は、総務大臣の要求があるときは、定期の列車に、郵便物の運送に必要な設備を有する車両（郵便車）を連結して郵便物を運送しなければならないとされており、また、必要な設備の維持、供給が求められている。かつてはこの規定に基づき、幹線や準幹線の長距離の定期旅客列車（主に普通列車・急行列車）や荷物列車など多くの列車に郵便車が連結され、さかんに郵便物の運送が行われていた。
郵便車は日本国有鉄道以外に、東武鉄道、秩父鉄道、小田急電鉄、南海電気鉄道、近江鉄道、島原鉄道、鹿児島交通など一部の私鉄でも運行されていた。ただし、私鉄では専用の郵便車は少なく、荷物車と兼用した合造車がほとんどであった。

#### 歴史
起源については、明治時代の鉄道開業初期にまでさかのぼるといわれており、正式な開始は1872年（明治5年）6月13日となっている。当初は単に郵便物を運ぶための手段であったが、1892年（明治25年）には、専用の車両が作られ、車内で郵便物の仕分けなどを行うようになる。以来、全国に郵便車が走り、東京駅や上野駅、大阪駅など主要な鉄道駅では郵袋（行き先別に仕分けした郵便物を収納した麻袋で、「票札」というあて先郵便局のタグがついていた）、小包の積み下ろし作業が行われ、各地に郵便物を運んでいた。郵便車は各鉄道郵便局の職員が乗り込んで、郵便局としての機能の一部を持ち、車体側面に設けられた投函口と駅のポストに投函した郵便物では、あて先方面に向かう郵便車内で消印が押されることが多かった。この消印を「鉄郵印」と呼ぶ。
専用の郵便車は、戦前は逓信省、戦後は郵政省が所有していたが、荷物車あるいは座席車またはその両者との合造車も多く存在し、合造車の場合は国鉄など鉄道事業者が所有していた。車種としては客車が多かったが、クモユ141形電車など電車や気動車にも存在した。郵政省の予算で製造するため国鉄の車両より設備がよく、特に車両冷房については同時代の旅客車両よりもいち早く取り付けられたものが多かった。これは、車内で作業する職員の発汗による郵便物の汚損を防止するという目的があり、その構造上窓が少なく郵便物が飛ばされてしまう可能性があるため開閉式の窓も取り付けられず、前述の発汗によって水性インクで書かれた宛先が滲んでしまい判読不能（＝配達不能）が相次いだことから冷房装置の取り付けが必須であったという背景もある。
鉄道郵便には主に3つの種別があり、職員が郵便車内で郵便物を区分けし集配最寄駅で郵袋、小包を積み下ろしする取扱便、職員は乗務するが区分け作業を行わず集配最寄駅で郵袋、小包を積み下ろしするだけの護送便、職員が乗務せず施錠したまま郵袋、小包を運ぶ締切便に分けられていた。
鉄道郵便車を使った輸送は、戦後の1970年代まで国内の郵便輸送の主役で、幹線や亜幹線に郵便車を連結した列車が多数運行されており、郵便局の立地も鉄道輸送に対応していた。例えば東海道本線では神戸方（下り）の先頭に郵便車が連結されたため東京・名古屋・京都・大阪の各中央郵便局はそれぞれの駅前の神戸方に立地しており、郵便車での受け渡しが便利なようになっている。
郵便番号体系も鉄道輸送を前提とした設計がなされ、今も一部にその名残がある。事例としては、田原本局（奈良県磯城郡田原本町）が王寺局（同北葛城郡王寺町）より分岐した枝番になっている、愛知県北設楽郡豊根村富山（旧富山村）は静岡県浜松市天竜区の天竜郵便局の枝番で現在でもJR飯田線を経由し集配を行っている、小牛田局（宮城県遠田郡美里町）から古川局（同大崎市）へ分岐していた、などがある。
1971年（昭和46年）をピークに飛行機や高速道路網の発達でシェアを落とし、1984年（昭和59年）1月末を以て取扱便の休止、1986年（昭和61年）9月限りで残されていた護送便・締切便も休止となり、郵政省が所有していた鉄道郵便車は廃車された。これにより郵便車を使用した鉄道郵便輸送は全廃となり、コンテナ締切便（当時は全国で14便）が残るのみとなった。郵便輸送全廃に伴い廃車となった郵便車のなかには、郵政省所有だったため転用が利かず、クモユ143形や一部のスユ15形の様に製造から4年しか使われなかったものもある。郵政省としても自省の国有財産を鉄道車両だからといって無償・格安で国鉄に譲渡するわけにはいかず、国鉄も翌年に分割民営化を控えており、特定地方交通線や荷物輸送の廃止などで車両が大量に余剰となっていた時期である。また、転用に際しては扉や窓の増設、座席や冷暖房装置の取り付けなど多額の改造費がかかるため、国鉄も引き取るメリットが存在しなかった。
なお、その後の事情の変化（瀬戸大橋や青函トンネルの開通など）により、2009年（平成21年）現在では日本貨物鉄道（JR貨物）のコンテナ貨物列車によって、航空禁制品ならびに特に速達性の要求されない郵便物が鉄道輸送されている。また、宅配便業者の一部は貨物鉄道を使用しており、佐川急便と日本貨物鉄道（JR貨物）によるスーパーレールカーゴのようなチャーター便も存在している。
2006年（平成18年）、新越谷郵便局（旧：郵便事業新越谷支店）が鉄道コンテナ輸送の利便性を考慮して越谷貨物ターミナル駅の至近に開局し、その立地を生かして2007年（平成19年）以降は冊子小包等の大量差出の引受を担当している。

#### 日本の郵便車

##### 電車
- モユニ2（荷物郵便合造車）
- モユニ12（荷物郵便合造車）
- クモユニ74（荷物郵便合造車）
- クモユニ81（荷物郵便合造車）
- クモユニ82（荷物郵便合造車）
- クモハユ74（郵便座席合造車）
- クモユ141（郵政省所有）
- クモユ143（郵政省所有）
- クモユニ143（荷物郵便合造車）
- クモユニ147（荷物郵便合造車）
- クモハユニ44（荷物郵便座席合造車）
- クモハユニ64/モハユニ61（荷物郵便座席合造車）
- クハユニ56（荷物郵便座席合造車）

##### 気動車
- キユ25（郵政省所有）
- キハユ15（郵便座席合造車）
- キユニ11（荷物郵便合造車）
- キユニ15（荷物郵便合造車）
- キユニ17（荷物郵便合造車）
- キユニ18（荷物郵便合造車）
- キユニ28（荷物郵便合造車）
- キハユニ17（荷物郵便座席合造車）
- キハユニ18（荷物郵便座席合造車）
- キハユニ25（荷物郵便座席合造車）
- キハユニ26（荷物郵便座席合造車）

※ 電車・気動車の郵便車（合造車を含む）は全て取扱便車であった。また、交流用・交流直流両用の郵便電車は製作されなかった（常磐線などそれが必要な路線には気動車が使用された）。

##### 客車
- オユ10・オユ11（取扱便）
- オユ12・スユ13（護送便）
- オユ14・スユ16（取扱便）
- スユ15（護送便）
- スユ30（取扱便）
- マユ31（取扱便）
- マユ32（取扱便）
- マユ33（取扱便、改造車は護送便）
- マユ34（マユ35）（取扱便）
- オユ36（スユ37・スユ40（10番台））（取扱便）
- オユ40（スユ40(0番台））（取扱便）
- スユ41（取扱便）
- スユ42（取扱便）
- スユ43（護送便）
- スユ44（締切便。パレット積載用の貨車に準じた車体を持つ）
- オユ60・オユ61（取扱便）
- スハユ30（郵便座席合造車、取扱便）
- スハユ31形（郵便座席合造車、取扱便）
- オハユ61（荷物郵便座席合造車、取扱便）
- スユニ30（改造車はこちら）（荷物郵便合造車、取扱便）
- マユニ31（荷物郵便合造車、取扱便）
- スユニ50（荷物郵便合造車、取扱便）
- スユニ60・スユニ61（荷物郵便合造車、取扱便）
- オハユニ61・スハユニ62（荷物郵便座席合造車、取扱便）
- オハユニ63・オハユニ64（荷物郵便座席合造車、取扱便。郵便室と荷物室は共用）

#### 保存車両

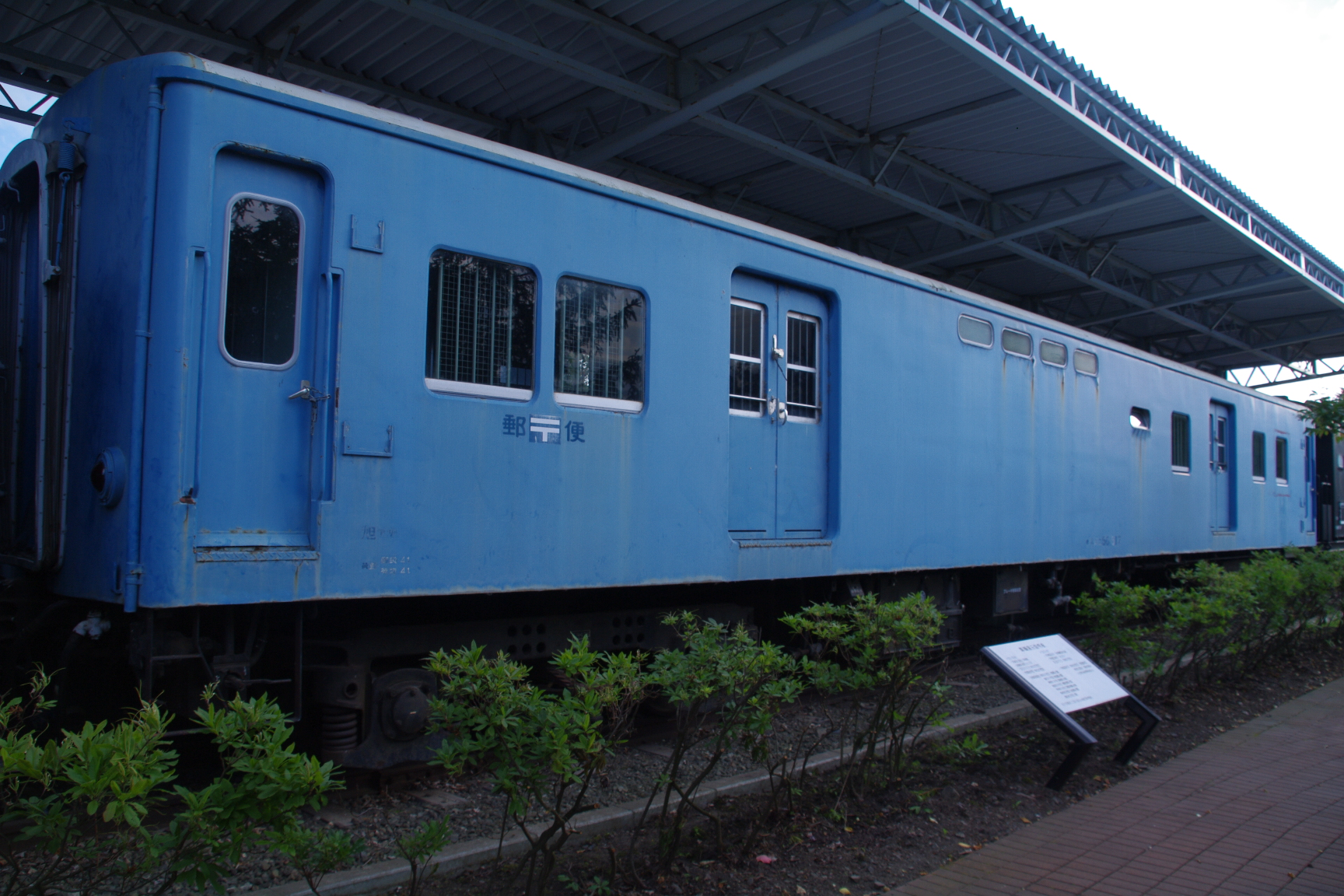
スユニ50 517

- オユ10 2565（のと鉄道能登中島駅に保存）
- オユ10 2555（中央郵政研修センターに保存）
- スユニ50（小樽市総合博物館、佐呂間駅跡、青森港に係留されている八甲田丸の車両甲板に保存）
- キハユニ25 1（小樽市総合博物館に保存）
- オハユニ61 107（碓氷峠鉄道文化むらに保存）

### ヨーロッパの鉄道郵便
フランスの高速列車「TGV」には、郵便車のみで編成された列車（TGV postal）が1984年から2015年まで運行され、郵便物の高速輸送に貢献していた（日本の新幹線においては、郵便の特殊取扱の一部の輸送に利用されたことがあったが（翌朝10時郵便#ビジネス郵便、新特急郵便#地域相互間サービスを参照）、専用の車両を用いるには至らなかった）。ヨーロッパの場合、ほとんどの国が陸続きであるためか、在来線を含め列車による郵便輸送が多く行われている。色は日本と違って、黄色に塗られているものが多い。

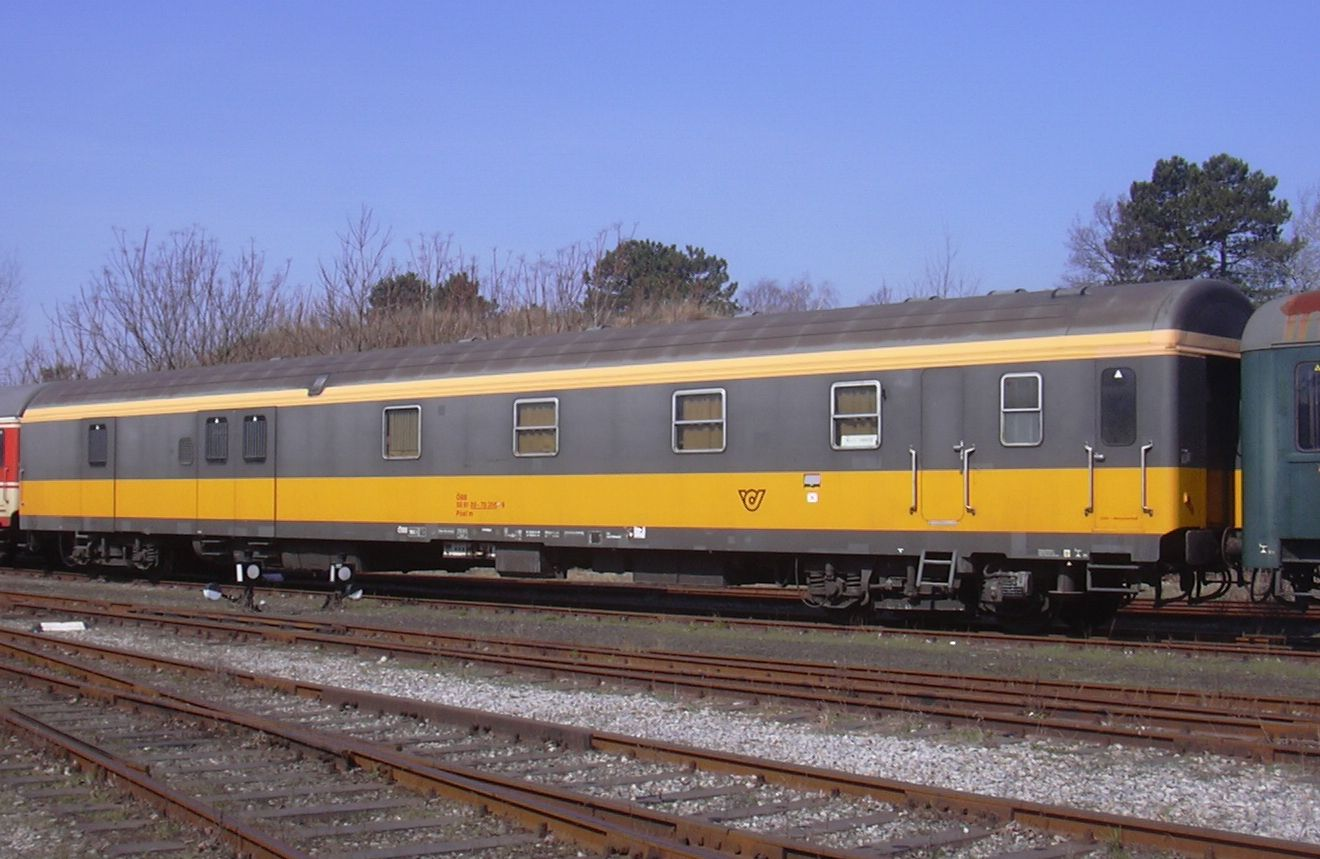
オーストリアの郵便車 m 50 81 00-70 206-9 、ハイツハウス・ストラスホフ、2005年4月撮影
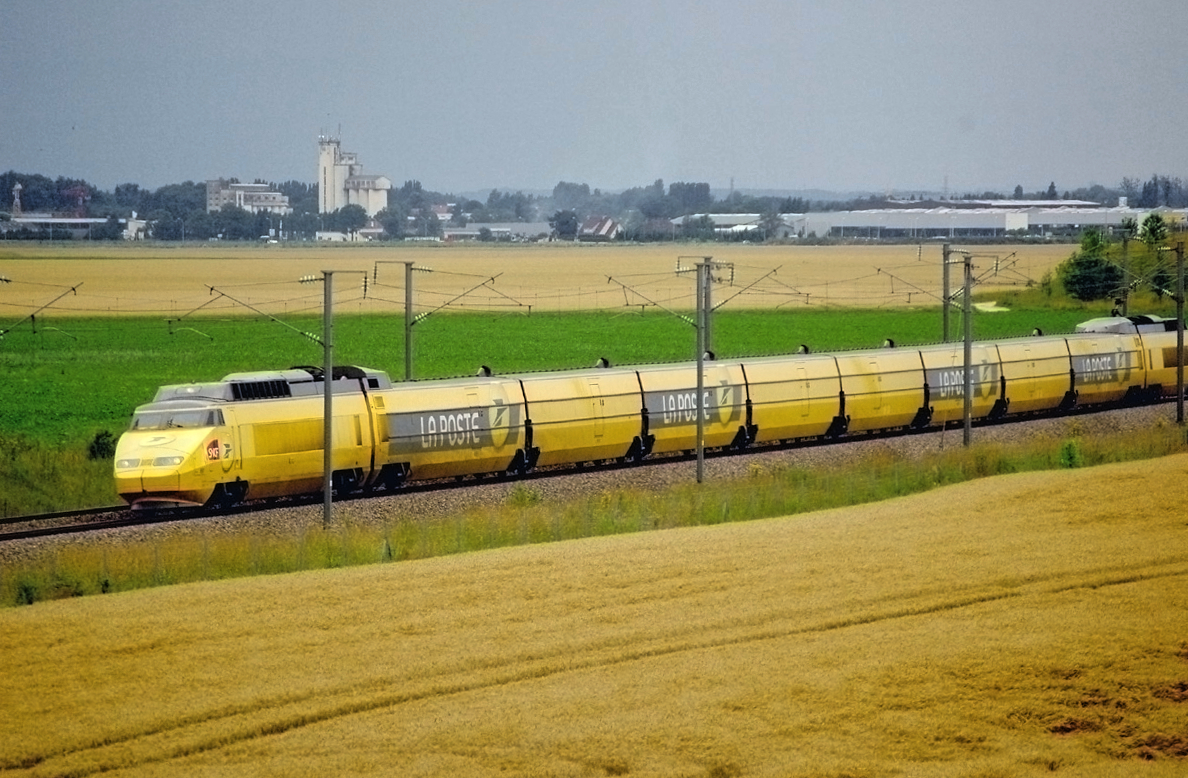
TGVの郵便列車

### アメリカの鉄道郵便
2014年現在、アメリカにおいては国土が広く、かつ都市が各地に散在していることから列車による郵便物の輸送はほとんど行われておらず、多くは飛行機と自動車で運ばれている。そもそも、アメリカの歴史のある航空会社のほとんどは、一般旅客輸送よりも安全性やペイロードの障害が少ない郵便輸送を主目的の一つとして創業した経緯があり、事実、その初期には郵便輸送に伴う政府補助金によって採算を成り立たせていた。とはいえ、かつて鉄道が唯一かつ重要な高速輸送機関であった時代にはRailway Post Office、通称RPOと呼ばれる郵便車が多数活躍していた。特異な点として、通過駅において「メールフック」(mail hook)と呼ばれる設備を利用し、さながら日本のタブレット交換のような手法で郵便袋の受け渡しを行っていたことが挙げられる。1978年9月30日をもって全ての郵便輸送が終了となったが、その後も静態・動態問わず各地に保存車両が残されている。

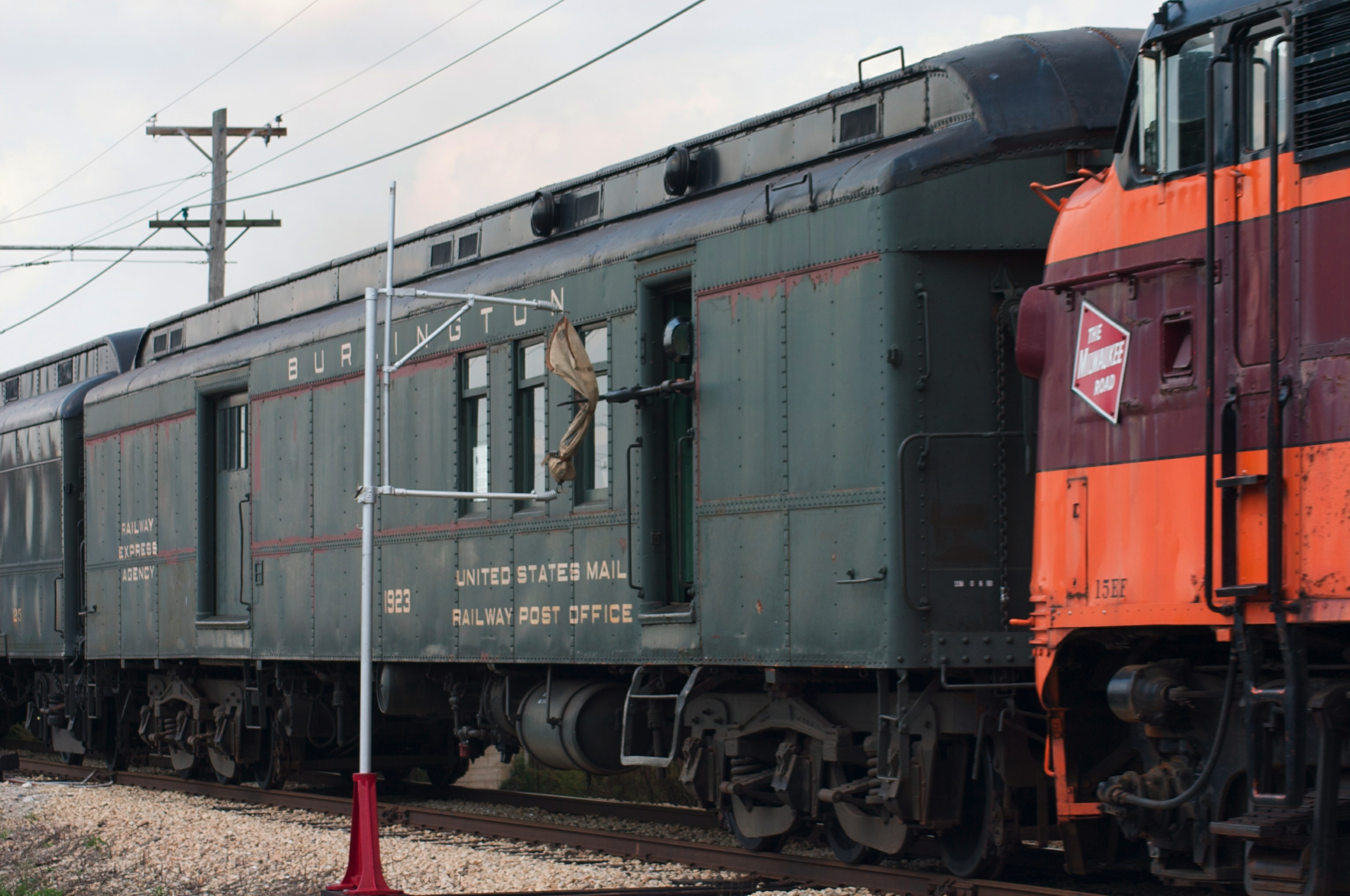
メールフックによる郵便袋回収の実演　イリノイ鉄道博物館にて

## 郵便自動車

### 日本の郵便自動車

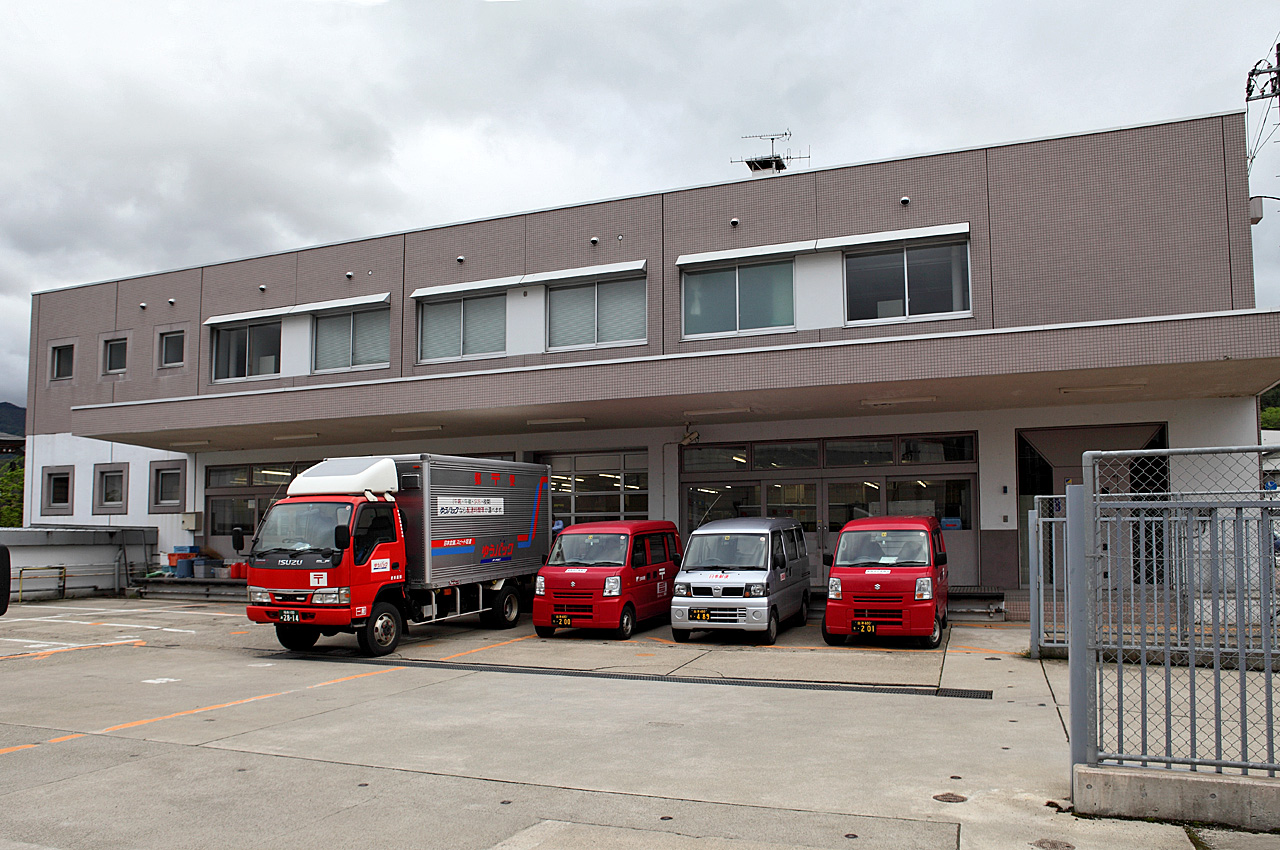
2t車と軽四輪車（田島郵便局）

日本郵便株式会社に所属する車両（主として集配用）と、輸送委託事業者に所属する車両（主として郵便局間等の拠点間輸送用）がある。

#### 沿革
明治期以降、鉄道郵便輸送が実施されるようになってからも、鉄道路線のない区間や、鉄道駅と郵便局間の受渡区間の郵便物の輸送には、郵便馬車や人力による逓送車が用いられていた。自動車の発達に伴い、これらの輸送も機械化が図られるようになり、日本においては大正中期以降、東京市内の郵便局間伝送便への導入を皮切りに大都市内の局間伝送便や局駅間受渡路線に自動車運送業者請負による専用トラックでの運送（専用自動車便）が普及した。また、バス路線の開設に伴って、小荷物と同様の扱いでバスに郵袋を積載して輸送する方法（託送自動車便）も、同時期から地方路線を中心に普及している。その後、鉄道郵便輸送力の不足する区間や、電車化による頻繁運行化で郵便物積卸に適さなくなった大都市近郊の区間などで、鉄道から自動車への転換も行われた。
1942年（昭和17年）には、太平洋戦争勃発に伴う戦時体制下で郵便輸送力を確保するため、郵便専用自動車事業者の統合・集約化が進められ、逓信共済組合（後の郵政省職員共済組合）等を主要株主として日本郵便逓送株式会社が設立された。
終戦後、託送自動車路線の中には、燃料等の調達難により十分な輸送力を確保できない一方、復興に伴う旅客・郵便物双方の輸送量の増加により混雑が激化し、郵袋を積載しきれない等の輸送困難事例も生ずるようになった。1950年代頃から、このような路線においては専用自動車化が図られ、バス事業者も専用自動車を導入してバス託送から転換する例も生じた。バス託送路線については、1960年代以降路線バスのワンマン化が拡大するにつれ、荷役作業が困難となることから、専用自動車への転換が更に進むこととなった。
1965年（昭和40年）の名神高速道路全通に伴い、1966年（昭和41年）10月からは同道路経由で名古屋 - 大阪間を結ぶ航空郵便受渡専用自動車便が運行を開始。1969年（昭和44年）には、東名高速道路全通により同道路を運行する専用自動車便の運行も開始された。
1984年（昭和59年）以降、郵政省は、全種別郵便物の全国翌日配達又は翌々日配達が可能な体制を構築し、郵便のサービス水準を向上させることを目的に郵便輸送体系全体の見直しを図ることとした。このため、郵便物の航空機積載の拡大と併せて陸上輸送では鉄道郵便輸送を廃止し、自主的にダイヤ設定のできる自動車輸送主体の輸送システムへの転換を進めることとなり、国鉄のダイヤ改正に合わせて段階的に鉄道郵便線路の廃止と地域間自動車路線の整備を実施。1986年（昭和61年）10月に転換を完了した。以来、日本国内の郵便輸送は自動車輸送を中心とする体系となり現在に至っている。
2010年代に入ってからは、過去の託送自動車便のように路線バスに郵便物を積載する貨客混載が行われるようになってきており、ジェイアール四国バスは2017年（平成29年）7月21日から大栃線において郵便物輸送を開始した他、宮崎交通も2018年（平成30年）2月20日から、西都バスセンター - 村所間で日本郵便・ヤマト運輸との共同で郵便物と宅急便の共同積載輸送を開始した。日本郵便とヤマト運輸の路線バスによる共同積載輸送は初となる。

#### 車両

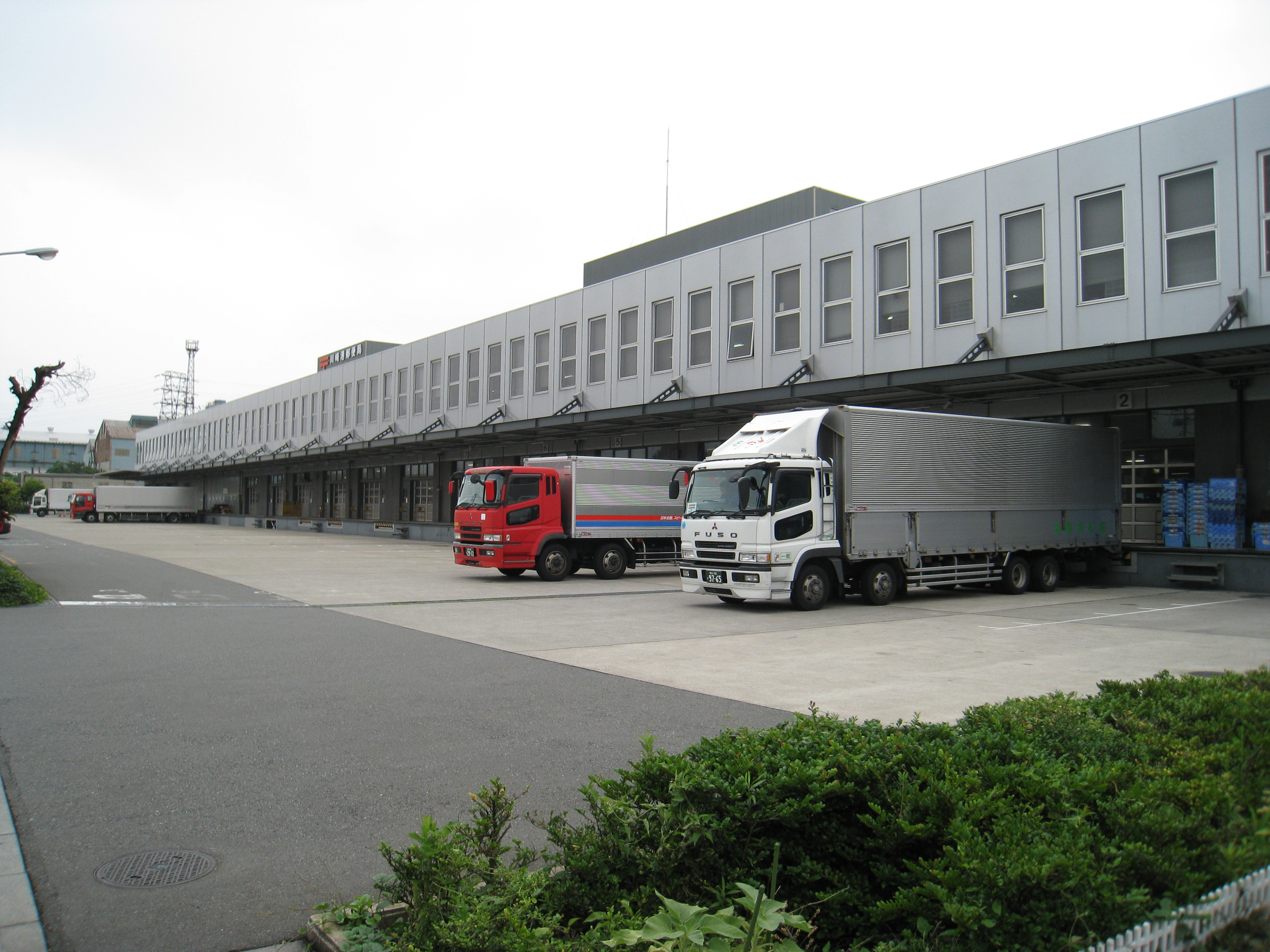
地域間輸送用の大型郵便車（川崎港郵便局）

軽四輪車から大型車まで各種規格の1BOXバンやパネルバントラックが使用される。2t車以上の車両は、ロールパレット荷役に対応した荷室仕様とし、積卸施設の状況によりパワーゲートを装備することもある。チルドゆうパック向けの冷蔵車や、冷凍ゆうパック向けの冷凍車、航空郵便受渡用の航空コンテナ輸送車もある。
用途としては、おもにポスト収集や配達用として軽四輪車と1t車が、大口集配や地域内輸送用として2t-4t車が、地域間輸送用として4t-10t車が使用される。
初期においては、郵袋の荷姿の郵便物を積載することから平型荷台の車両も使用されたが、濡損防止、安全性などの観点から、1950年（昭和25年）3月に郵政省が制定した「郵便専用自動車車体規格規準」により箱型車体を原則とすることとされた。また、この規準により車種別の荷台容積や塗色、標識表示についても全国統一規格化が図られている。郵便車の赤色塗装と「〒」の標識掲出は、長期間にわたり定着した。
郵便物の荷姿については、積卸作業の省力化、郵便物の破損防止などのため、1986年（昭和61年）以降、郵袋からプラスチック製ケースとロールパレットへの転換が進められ、1990年（平成2年）より全面的に転換した。1996年（平成8年）の保冷郵便（チルドゆうパック）取扱開始に際しては、チルドコンテナ（保冷ロールボックス）が取扱郵便局に配備された。
把束した通常郵便物は、容積に比較して重量の大きな物件であり、容積の大きな小包郵便物との混載としても荷室容積一杯に積載した場合過積載の恐れがある。このためもあって、郵便物（小包も含む）輸送用のロールパレットの規格は宅配便事業者のものに比較して高さが低く（郵便物用は1.7m、宅配便用は日本通運の例では2m）、ロールパレット化以降導入された専用自動車のアルミバン荷台もこれに合わせて汎用仕様車より高さが低い。輸送委託事業者選定に競争入札が導入された2003年（平成15年）4月以降は、新規事業者が汎用規格のアルミバントラックを用いて参入する事例が増える一方、専用自動車を保有してきた日本郵便逓送などの事業者も汎用規格車を導入するようになり、専用自動車規格の車両は減少している。また、新規参入事業者を中心に赤色以外の塗色の車両が増加しているが、車両への「〒」の標識掲出は新規参入事業者も含め継続している。

### ヨーロッパの郵便自動車

#### スイス
スイスでは郵便馬車を起源とするポストバスが山岳地帯を含む全土をカバーしており一部は観光ルートになっている。スイスでは電信電話事業が民営化されたが、それ以後も郵便事業とポストバスに関して郵政省の管轄とされている。

#### イギリス
イギリスではバス事業の規制緩和が行われた際に過疎地域の赤字路線からバス事業者が撤退するおそれがあったため、自治体が運行補助を行う路線とその運賃や運行頻度などを入札にかけ、原則として最低価格を提示した企業が応札する補助金入札制が導入された。補助金入札には公営企業も参加することができ、イギリス各地で郵便集配車を運行するロイヤルメイルが落札する例も多く、郵便集配車による旅客輸送が行われている。